# 道森 (阿拉巴馬州)
道森（英語：Dawson）是一個位於美國阿拉巴馬州迪卡爾布縣的非建制地區。該地的面積和人口皆未知。

## 地理
道森的座標為34°18′14″N 85°55′34″W / 34.30388°N 85.92611°W，而該地最高點為海拔高度354米（即1161英尺）。